# دوستی
دوستی نوعی رابطهٔ اجتماعی مثبت و متقابل بین افراد است که معمولاً بر پایهٔ محبت، اعتماد، و احترام شکل می‌گیرد. از میان ویژگی‌های بارز یک دوست می‌توان به قابل اعتماد بودن، مهربانی، و حمایت‌گری اشاره کرد. به عبارتی، «دوستی» را می‌توان علاقه به رشد، پیشرفت و تکامل «دیگری» در نظر گرفت.
دوستی برخلاف برخی روابط رسمی یا خویشاوندی، یک رابطهٔ اکتسابی است که به صورت تدریجی و در بستر تعاملات اجتماعی شکل می‌گیرد. این رابطه اغلب مستمر، اما ممکن است ناپیوسته باشد و در آن، حس نیاز به دیگری و درک متقابل نقشی کلیدی ایفا می‌کند. استمرار دوستی معمولاً نیازمند تعاملاتی مانند باهم بودن، ارتباط چشمی، گفت‌وگو و در مواردی تماس فیزیکی (مانند دست دادن، روبوسی یا در آغوش گرفتن) است.
دوستی رابطه‌ای عمیق‌تر از آشنایی صرف است. معمولاً این نوع رابطه در پی تکرار تجارب مشترک و خوشایند میان افراد پدید می‌آید و در مقایسه با رابطه با همکلاسی، همسایه یا همکار، پیوندی قوی‌تر محسوب می‌شود.
در فرهنگ‌های مختلف، گستره و عمق مفهوم دوستی متفاوت است. در برخی جوامع، دوستی به روابطی اندک اما بسیار صمیمی محدود می‌شود، در حالی که در بسیاری از جوامع دیگر، افراد ممکن است دایرهٔ وسیعی از دوستان داشته باشند و در عین حال روابطی خاص‌تر با یک یا دو «دوست صمیمی» یا «بهترین دوست» برقرار کنند.
دوستی از منظر دانشگاهی در رشته‌هایی چون ارتباطات، جامعه‌شناسی، روان‌شناسی اجتماعی، انسان‌شناسی و فلسفه مورد مطالعه قرار گرفته است. نظریه‌های متعددی دربارهٔ ماهیت و عملکرد دوستی مطرح شده‌اند، از جمله نظریه تبادل اجتماعی، نظریه برابری، دیالکتیک رابطه، و سبک‌های دلبستگی. این نظریه‌ها هر یک از زاویه‌ای متفاوت به چگونگی شکل‌گیری و پایداری روابط دوستانه می‌پردازند.
با وجود تفاوت‌های فرهنگی، ویژگی‌هایی مشترک در اغلب روابط دوستانه دیده می‌شود. از جمله: انتخاب آگاهانه برای با هم بودن، لذت بردن از تعامل با یکدیگر، ایفای نقش حمایتی، و توانایی گفت‌وگو و همدلی. در پژوهش‌های اجتماعی، افراد اغلب رشد شخصیتی و حمایت هیجانی را از دلایل اصلی نیاز به دوستی ذکر کرده‌اند.

## عوامل مؤثر بر دوستی
در طی تحقیقاتی که به عمل آمد نتیجه گرفته شد پنج ویژگی عمده که باعث می‌شود احتمال اینکه افراد با یکدیگر دوست شوند و دوستی آنها پایدار بماند:
۱_نزدیکی جغرافیایی: مهم‌ترین عاملی که باعث دوستی افراد می‌شود نزدیکی جغرافیایی می‌باشد. در طی نظریه ای از روان‌شناسی تکاملی که شاخه ای از روان‌شناسی است افراد به اشخاص نزدیک خود علاقه بیشتری دارند زیرا احتمال بقای آنها را بالا می‌برد. در این مورد به این نتیجه رسیده شده است احتمال آنکه فردی در طول زندگی خود نیمه گمشده خود را پیدا کند چیزی حدود یک در دومیلیون است. پس چه چیزی باعث ازدواج یا دوستی طولانی افراد می‌شود نزدیکی جغرافیای مهم‌ترین عامل است که افراد در یک مکان و در یک زمان بیشتر به یکدیگر علاقه می‌شوند تا نیمه گمشده ای که هرگز ملاقات نکرده است.
۲_تفکر قالبی: هنگامی که افراد با یکدیگر مواجه می‌شود در واقع اولین چیزی که توجه آنها را به خود جلب کرد ظاهر آنها بود. مشخص شد که در ۳۷ ثانیه اول ملاقات با شخصی بیشترین تصویر ذهنی ان فرد در شخص صورت می‌گیرد برای مثال لباس پوشیدن ظاهر چهره و اندام همگی بر روی تصویر اولیه از ان فرد مؤثر می‌باشد به طوری که فرد آنها را مطلوب بداند. هنگامی که از افراد سؤال شد چی چیزی را از فرو مورد نظر به یاد دارند بیشترین اولین و آخرین ملاقات را یاداور شدند. همین‌طور افراد سفیدپوست با افراد سفیدپوست و افراد سیاه‌پوست با افراد سیاه‌پوست راحتی بیشتری داشتند.
۳_ تناسب شخصیتی: افرادی که از نظر شخصیتی چه از نظر درونگرا یا برونگرا بودن و چه از نظر پایدار بودن یا ناپایدار بود (آرام یا دمدمی مزاج) که شباهت بیشتری به یکدیگر را داشتند بیشتر یکدیگر را درک می‌کردند. برای مثال هنگامی که افراد برونگرا و درونگرا با یکدیگر مواجه می شودند افراد درونگرا افراد برونگرا را پرحرف توصیف کردند و فکر می‌کردند این افراد با حرف‌هایشان قصد آزار رساندن را دارند در حالی که افراد برونگرا کم حرف بودن افراد درونگرا را علامتی بر بی محلی آنها دانستند.
۴_مشابه و هم سطح بودن: در طی مطالعه ای که بر روی ۴۰۰۰۰ زوج بریتانیایی انجام شد نشان داد زوج‌هایی از نظر سال‌های زندگی از دوام بیشتری برخوردار بودند که از سطح یکسانی برخوردار بودند. تمامی شاخص‌های افراد بر یان عامل مؤثر می‌باشند هم سن بودن شرایط جسمانی تحصیلات دانشگاهی شرایط مالی شغل و … هر چقدر افراد به یکدیگر نزدیکتر باشند افراد با یکدیگر روابط عمیق‌تری داشته و همدیگر را بهتر درک می‌کردند. همین‌طور علایق شخصی هر چقدر مشابه تر باشد احتمال بروز تعارض بین افراد کاهش می‌یابد. هم سطح بودن باعث می‌شد افراد دیگری را همسطح خود بداند و خود را بالاتر یا کمتر از فرد مورد نظر نداند. در این مطالعه حتی یکسان بودن گرایش‌های سیاسی بر روابط مؤثر می‌باشد.
۵_شناخت از یکدیگر: هنگامی که افراد از یکدیگر شناخت بیشتری داشته باشند احتمال دوستی آنها بیشتر خواهد شد. به همین علت است که احتمال اینکه شما با فردی در خیابان دوست شود خیلی کم است. دانستن نام شانس دوستی را به شدت بالا می‌برد همچنین دانستن گذشته فرد خانواده شغل خصوصیات و اطلاعات ان فرد شانس دوستی رو افزایش می‌دهد.

## هدف از دوستی
هدف از ایجاد پیوند دوستی در سنین مختلف و در افراد با شخصیت‌های مختلف متفاوت است. اما در کل ارتباط دوستی بر وجه اجتماعی بودن شخصیت انسان تأکید دارد و نوعی گسترش روابط اجتماعی با همسالان محسوب می‌شود.

### در کودکی
در سنین پایین کودکان با انگیزه بازی کردن با هم رابطه دوستی با هم برقرار می‌کنند و در تعریف دوست کسی را که اجازه بازی با اسباب بازی‌هایش را به او بدهد دوست می‌دانند و دوست را کسی از هم سن‌هایشان تعریف می‌کنند که اجازه استفاده از وسایلش را به او بدهد.

### در نوجوانی
در دوران نوجوانی، افراد در حال گذراندن مراحل بلوغ جسمانی و بلوغ فکری و عاطفی اند. در مرحله نوجوانی. در این دوره افراد با مشکلات بلوغ دست و پنجه نرم می‌کنند از جمله، جوش‌های بلوغ، سردرگمی‌های فکری در رابطه با آینده و … در دوران نوجوانی افراد احساسات شدید و هیجانات زیادی دارند و به طبع دوستی‌های این دوره نیز از این مشکلات و هیجانات شدید تأثیر پذیرند.
در این دوره فرد به دنبال مستقل شدن است و بسیار تحت تأثیر گروه همسالان خود قرار می‌گیرد. در دوستی‌های این دوره هیجانات زیادی وجود دارد. و هدف غالب آن ارتباط با گروه همسالان است.

### در جوانی
بسته به سن، نوع شغل و موقعیت فرد افراد می‌توانند انگیزه‌های مختلفی از دوستی داشته باشند
مثلاً افرادی که در دانشگاه درس می‌خوانند می‌توانند انگیزه‌های درسی از دوستی داشته باشند، اطلاع‌رسانی به هم، رد و بدل کردن جزوه، ارتباط فعال در کلاس و با هم کلاسی‌ها از این جمله هستند

### در پیری
افراد مسن و پیر که باز نشسته شده‌اند و توان دوران جوانی را ندارند، اوقات فراغت زیادی دارند. و تقریباً در طول روز همه وقتشان خالی هست و خیلی حال و حوصله سرگرمی با تکنولوژی مثل تلویزیون و موبایل را ندارند و داشتن یک هم صحبت برایشان رضایت بخش تر است
. این افراد علاوه بر دید و بازدیدهای خانوادگی و دیدن نوه‌هایشان و گذراندن زمان در محیط‌های آرام مثل پارک علاقه دارند که با افراد مسن دیگر از گروه هم سالان خود دور هم جمع شوند. دوستی همساان در این سن غالباً با هدف گذراندن اوقات فراغت و داشتن یک هم صحبت و گفتگو با او است

## دوستان دوران کودکی
در دوران کودکی بچه‌ها ذهنی بازیگوش دارند و دنبال بازی و سرگرمی هستند. مهم‌ترین انگیزه کودکان از دوستی پیدا کردن هم بازی و بازی کردن با یکدیگر است.
درک دوستی در کودکان بیشتر بر حوزه‌هایی مانند فعالیت‌های مشترک، نزدیکی فیزیکی و انتظارات مشترک متمرکز است. بیشتر کودکان تمایل دارند دوستی را با چیزهایی مانند اشتراک گذاری توصیف کنند، کودک بیشتر احتمال دارد که با کسی که آن را دوستش می‌داند شریک شود. آنها توانایی همدلی با دوستان خود را به دست می‌آورند و از بازی گروهی لذت می‌برند. آنها همچنین طرد شدن از سوی همسالان را در حین گذر از سالهای میانی کودکی تجربه می‌کنند.
برقراری روابط دوستانه خوب در سنین پایین به کودک کمک می‌کند تا در آینده در جامعه بهتر سازگار شود.
بر اساس گزارش معلمان و مادران، ۷۵ درصد کودکان پیش دبستانی حداقل یک دوست داشتند. این رقم تا کلاس پنجم به ۷۸٪ افزایش یافت، و ۵۵٪ یک دوست صمیمی مشترک داشتند.
مزایای بالقوه دوستی شامل فرصت یادگیری در مورد همدلی و حل مشکل است.
والدین می‌بایست آموزش‌های لازم را به فرزندان خود در این موضوعات حساس بیاموزند.

## بلوغدو دوست در دوران نوجوانی
نوجوانان تمایل دارند به دنبال همسالانی بگردند که بتوانند ویژگی‌هایی اعم از «بخشنده بودن، سهیم بودن، صریح و راستگو بودن، حمایت‌کننده و خودجوش بودن» را در دوستشان بیابند. و از همسالانی که برایشان مشکل ایجاد می‌کند و قادر به برآوردن این نیازها نباشد اجتناب کنند.
ویژگی‌ها و تمایلات شخصی نیز ویژگی‌هایی هستند که نوجوانان هنگام انتخاب دوست برایشان مهم است.
دوستان در روابط شروع به حفظ تمرکز بر ارزش‌های مشترک، وفاداری، و علایق مشترک می‌کنند.

## دوستی در بزرگسالی
همراهی، محبت، و همچنین حمایت عاطفی را فراهم می‌کند و به سلامت روانی و بهبود سلامت جسمی کمک می‌کند. برای بزرگسالان ممکن است حفظ روابط دوستانه معنادار در محل کار دشوار باشد.
اکثریت بزرگسالان به‌طور متوسط دو دوست صمیمی دارند. مطالعات متعدد با بزرگسالان نشان می‌دهد که دوستی‌ها و سایر روابط حمایتی باعث افزایش عزت نفس می‌شوند.

## روان‌شناسیو ارتباط با دوست
فقدان دوستی در افزایش خطر افکار خودکشی در میان نوجوانان دختر نقش دارد.
دوستان خوب دوستان خود را تشویق می‌کنند تا سبک زندگی سالم تری داشته باشند.
داشتن دوستان کم یا نداشتن یک شاخص اصلی در تشخیص طیفی از اختلالات روانی است.
کیفیت بالاتر دوستی مستقیماً به عزت نفس، اعتماد به نفس و توسعه اجتماعی کمک می‌کند.
یک مطالعه پایگاه داده جهانی شادی نشان داد که افرادی که دوستی نزدیک دارند شادتر هستند، اگرچه تعداد مطلق دوستان باعث افزایش شادی نمی‌شود. مطالعات پیگر نشان داده است که معاشرت با دوستان منجر به ترشح مواد مسکن در بدن می‌شود به این ترتیب می‌توان مدعی شد که دوستی اعتیاد آور است و دوست بودن با سایرین احساس خوبی را به ما می‌دهد که صرفاً روانی نبوده و بخشی از آن به دلیل ترشح این ماده مسکن در بدن است.
مطالعات دیگر نشان داده‌اند که کودکانی که دوستی با کیفیت بالایی دارند ممکن است در برابر ایجاد برخی اختلالات مانند اضطراب و افسردگی محافظت شوند. برعکس، داشتن دوستان کم با ترک تحصیل و همچنین پرخاشگری و جنایات بزرگسالان همراه است. طرد همسالان نیز با تمایلات بعدی در نیروی کار و مشارکت در فعالیت‌های اجتماعی همراه است، در حالی که سطوح بالاتری از دوستی با عزت نفس بالاتر بزرگسالان مرتبط می‌باشد.

## در اسلام
از علی بن ابی طالب نخستین پیشوای اهل تشیع و خلیفه چهارم اهل تسنن نقل است:
صَدیقُکَ أخوکَ لِأَبیکَ واُمِّکَ. ولَیسَ کُلُّ أخٍ لَکَ مِن أبیکَ واُمِّک صَدیقَکَ.

دوستت، برادر تنی توست، حال آن که هر برادرِ تنی تو، دوستت نیست.
و نیز نقل شده است:
المَوَدَّةُ نَسَبٌ.

دوستی، خویشاوندی است.
و در حدیثی نقل شده از علی بن موسی الرضا، هشتمین پیشوای شیعیان دوازده‌امامی چنین گفته شده است:
صَدِیقُ کُلِّ اِمْرِئٍ عَقْلُهُ وَ عَدُوُّهُ جَهْلُهُ.

دوست هرکس عقل او، و دشمنش جهل اوست.
و همچنین از علی بن ابی طالب نقل است:
العقلُ خلیلُ المؤمنِ، و العلمُ وزیرُهُ، و الصّبرُ أمیرُ جُنودِهِ، و العَملُ قَیِّمُهُ.

عقل، دوست مؤمن است و دانش وزیر او و شکیبایی، فرمانده سپاه او و عمل، سرپرست او.

## برای مطالعهٔ بیشتر
- دوستی: چند رویکرد به یک مفهوم، مالک حسینی، تهران: هرمس، ۱۳۹۱